# Cantone di Guémené-sur-Scorff
Il Cantone di Guémené-sur-Scorff era una divisione amministrativa dell'arrondissement di Pontivy.
È stato soppresso a seguito della riforma complessiva dei cantoni del 2014, che è entrata in vigore con le elezioni dipartimentali del 2015.
Comprendeva i comuni di:
- Le Croisty
- Guémené-sur-Scorff
- Kernascléden
- Langoëlan
- Lignol
- Locmalo
- Persquen
- Ploërdut
- Saint-Caradec-Trégomel
- Saint-Tugdual